# Pięć smaków (album)
Pięć smaków – drugi album studyjny polskiej grupy muzycznej Dezire. Wydawnictwo ukazało się 6 czerwca 2005 roku nakładem wytwórni muzycznej Universal Music Polska. Nagrania zostały zarejestrowane w Studio Q w Pile, z kolei miksowanie odbyło się Elektra Studio.
W 2005 roku album uzyskał nominację do nagrody polskiego przemysłu fonograficznego Fryderyka w kategorii „najlepszy album hip-hop/R&B”.	

## Lista utworów
1. „Głucha”
2. „Special Lie”
3. „N.U.C. (niecny uczynek cielesny)”
4. „Fuck You Out”
5. „Opowieść”
6. „Proś!”
7. „Disgrace”
8. „Skit 1”
9. „Mam Cię tam…”
10. „My Time”
11. „Tańczysz z nią”
12. „Skit 2”
13. „Go Go”
14. „Głupia”
15. „Like A Knight”
16. „Mam Cię tam … – Remixed By Fred”
17. „Mistrz Gasiul”